# T.O.P
T.O.P, pseudonimo di Choi Seung-hyun (최승현?, 崔勝賢?, Choe Seung-hyeonLR, Ch'oe SŭnghyŏnMR; Seul, 4 novembre 1987), è un rapper, cantautore, produttore discografico e attore sudcoreano.
Dal 2006 al 2023 è stato membro del gruppo musicale Big Bang. Ha recitato in vari film e drama televisivi tra cui I am Sam, Iris, 19-Nineteen e i film 71: Into the Fire. Ha ricevuto fama internazionale interpretando Thanos nella seconda stagione di Squid Game.

## Carriera

### 1987-2006: gli inizi e debutto con i Big Bang
Choi Seung-hyun è nato nel distretto di Songpa a Seul, in Corea del Sud. È il pronipote del pioniere dell'arte astratta coreana Kim Whanki ed è cresciuto a contatto con l'arte grazie alla sua famiglia. Prima di divenire famoso, T.O.P era già attivo come rapper nella scena underground sudcoreana sotto il nome d'arte Tempo, ed amico di infanzia di G-Dragon, insieme al quale divenne il rapper dei Big Bang. Sebbene in seguito Kwon si sia trasferito e i due si siano allontanati, Choi è stato contattato da Kwon quando la YG Entertainment, l'etichetta discografica di cui Kwon faceva parte, stava cercando dei possibili candidati per creare un boy group. Nel 2003, sempre con lo stesso nome d'arte, è stato il vincitore della Rap Battle di KBS Radio. Dopo il contatto, Choi ha registrato diverse demo con G-Dragon e li ha inviati a Yang Hyun-suk, CEO della YG Entertainment, che in seguito gli ha chiesto di fare un'audizione. Choi è stato inizialmente rifiutato dall'etichetta discografica, che lo riteneva troppo paffuto per adattarsi alla "versione idealistica" di un idol. In seguito, data la sua voglia di entrare a far parte della compagnia, ha continuato ad allenarsi duramente, arrivando a perdere 20 chili in 40 giorni. Sei mesi dopo, Choi si ripresentò per una nuova audizione, venendo messo sotto contratto dall'etichetta.
Insignito del nome d'arte di T.O.P. (탑) dall'artista senior della YG Seven, è diventato uno dei due rapper principali accanto a G-Dragon (nome d'arte di Kwon) nei Big Bang. I due sono stati accoppiati con altri quattro membri: Taeyang, Daesung, Seungri e Hyunseung e per promuoverli è stato trasmesso un documentario che precedeva il loro debutto. Hyunseung è stato in seguito scartato da Yang e i BigBang hanno debuttato ufficialmente con cinque membri. Il loro primo album in studio, Big Bang Vol. 1 - Since 2007, è stato accolto tiepidamente dalla critica e includeva la prima canzone da solista di T.O.P. intitolata Big Boy. Il gruppo ha raggiunto il successo mainstream con la pubblicazione del brano Lies estratto dall'extended play Always, che ha raggiunto la vetta di diverse classifiche alla sua uscita. I singoli Last Farewell da Hot Issue e Day by Day da Stand Up sono arrivati anch'essi al primo posto di diverse classifiche.

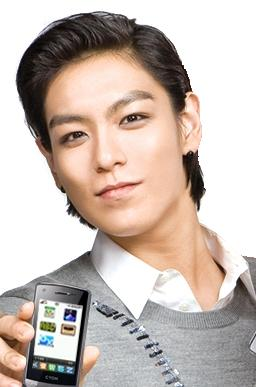
T.O.P. mentre posa per uno spot pubblicitario del telefono LG nel 2009

### 2007-2010: sviluppo della carriera da solista, passaggio alla recitazione eGD & TOP
Dopo il successo ottenuto con il gruppo, T.O.P nel 2007 ha intrapreso una carriera parallela da cantante solista ed attore. Nell'aprile 2007, insieme ai membri dei Big Bang Taeyang e G-Dragon, ha partecipato al singolo Super Fly della cantante Lexy per il suo album Rush. Nell'estate dello stesso anno è apparso come attore nel video musicale di Hello dei Red Roc. È il primo membro del gruppo a cimentarsi come attore nel drama televisivo, trasmesso da KBS2, I am Sam, dove interpreta il ruolo di Chae Moo-shin. Nonostante voglia usare il suo nome d'arte quando recita, ritenendo che rifletta maggiormente il suo lato professionale, viene spesso indicato con il suo vero nome, con il nome d'arte incluso tra parentesi.
Inoltre compare anche in Music Core, trasmesso il 10 novembre 2007 da MBC. Nel 2008, collabora con il cantante R&B Gummy nel brano I'm Sorry, e con Uhm Jung-hwa per il singolo D.I.S.C.O. Nello stesso anno è stato ammesso all'Università di Dankook nel dipartimento di teatro. Dopo circa un anno, in cui torna a dedicarsi al proprio ruolo all'interno dei Big Bang, torna a recitare nella popolare serie televisiva Iris, dove interpreta il ruolo dell'assassino Vick. T.O.P. inoltre registra il brano Hallelujah per la colonna sonora della serie. Dopo Iris, T.O.P. ha recitato nel film 19-Nineteen insieme al collega Seungri.
In seguito, ha recitato nel film cinematografico 71: Into the Fire, che riscuote un grande successo ai box office in Corea del Sud. Il 21 giugno 2010 la YG Entertainment pubblica un video musicale per Turn It Up, singolo di debutto di T.O.P. Il brano ha debuttato alla seconda posizione della Gaon Chart registrando un totale di 1,3 milioni di ascolti entro la fine dell'anno. A novembre dello stesso anno la YG Entertainment annuncia la pubblicazione di un album collaborativo di T.O.P e G-Dragon, intitolato GD & TOP. Per promuovere l'album, il duo pubblica tre singoli: High High, Oh Yeah e Knock Out. Tutti e tre i singoli si dimostrano dei successi, e High High arriva sino alla prima posizione. L'album viene pubblicato il 24 dicembre, e debutta alla prima posizione con preordini per 200 000 copie.

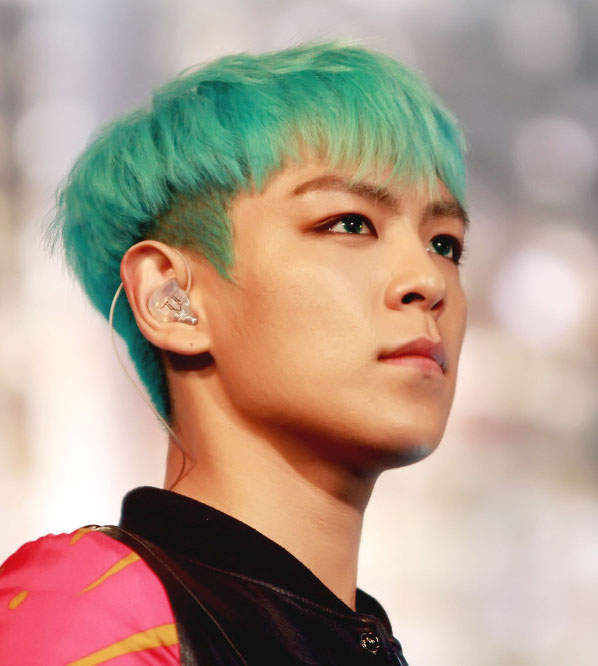
T.O.P nel 2012

### 2011-2016: prosieguo della carriera da attore e altre attività
Dal 2011 al 2012, T.O.P è stato ampiamente coinvolto nelle attività promozionali dei Big Bang per i loro EP Tonight e Alive, che hanno incluso un tour mondiale di dieci mesi in quattro continenti. Una volta terminate le attività del gruppo, si è dedicato nuovamente alla recitazione, recitando nel film Commitment, interpretando il figlio di una spia nordcoreana accusata ingiustamente. T.O.P si è inizialmente appassionato al ruolo perché, a detta sua, "provava simpatia per il protagonista, Lee Myung Hoon". Durante le riprese di una scena di combattimento per il film, si è ferito il dorso della mano con un frammento di vetro ed è stato successivamente ricoverato in ospedale per un intervento chirurgico. Per il suo ruolo, ha vinto il Rookie Award agli Asia Star Awards, tenutisi durante il Busan International Film Festival.
T.O.P è stato nominato da Rolling Stone uno dei sex symbol più apprezzati del 2013. A novembre pubblica il suo secondo singolo digitale, Doom Dada. La canzone è stata eseguita per la prima volta agli Mnet Asian Music Awards 2013 tenutisi ad Hong Kong. Doom Dada si è guadagnata la posizione numero 1 nella Top 10 dei brani K-Pop del 2013 della rivista Dazed, dove è stato definito "invitante e alienante... è K-Pop ma sornione, frenetico e scivoloso". In seguito ha partecipato all'album giapponese dell'artista inglese Pixie Lott insieme a G-Dragon nella canzone Dancing on My Own.
Nel 2014, T.O.P ha recitato nel film d'azzardo Tazza: The Hidden Card, basato sull'omonimo manhwa. Dopo aver debuttato come designer di mobili nel 2015 in collaborazione con Vitra, è stato premiato con il Visual Culture Award ai Prudential Eye Awards. Più tardi, nello stesso anno, ha recitato nel web drama The Secret Message di CJ E&M accanto all'attrice giapponese Juri Ueno. Nonostante sia un rapper, ha cantato nel singolo Hi Haruka che fa parte della colonna sonora del drama. Dopo aver trascorso la maggior parte del 2015 in tour e promuovendo i Big Bang il loro nuovo album Made, T.O.P è stato scritturato nel film tedesco-cinese Out of Control insieme all'attrice di hongkonghese Cecilia Cheung.

### 2017-2019: servizio militare e problemi legali legati all'uso di marijuana
T.O.P ha iniziato il servizio militare obbligatorio il 9 febbraio 2017 come agente di polizia di leva, dove sarebbe stato congedato l'8 novembre 2018, dopo aver completato i requisiti. Dopo che a giugno si è diffusa la notizia che sarebbe stato perseguito senza detenzione per uso di marijuana,  T.O.P è stato trasferito in un'altra divisione di polizia in attesa della notifica dell'azione penale ed è stato sospeso dal servizio di polizia in attesa del verdetto sul suo caso. Pochi giorni dopo l'annuncio, T.O.P è stato trovato privo di sensi all'interno della caserma di polizia a causa di una sospetta overdose di ansiolitici e benzodiazepine prescritte, ed è stato ricoverato d'urgenza in ospedale. L'8 giugno, la madre del cantante ha confermato che aveva ripreso conoscenza.
Il 29 giugno, durante il primo processo per l'accusa di uso di marijuana presso il tribunale del distretto centrale di Seul, T.O.P si è dichiarato colpevole, ammettendo di aver fumato marijuana in quattro occasioni all'inizio di ottobre 2016 e ha ricevuto due anni di libertà vigilata. Dopo aver subito una revisione disciplinare da parte della polizia per decidere se dovesse tornare al ruolo di poliziotto di leva o completare il suo servizio come funzionario del servizio pubblico, T.O.P è stato infine assegnato come riservista dal Ministero della Difesa Nazionale e trasferito dal dipartimento di polizia per completare il suo servizio obbligatorio come funzionario del servizio pubblico. Il 26 gennaio 2018 ha ripreso il suo servizio obbligatorio come funzionario del servizio pubblico presso il Centro Arti e Mestieri di Yongsan, nel centro di Seul. T.O.P è stato congedato il 6 luglio 2019.

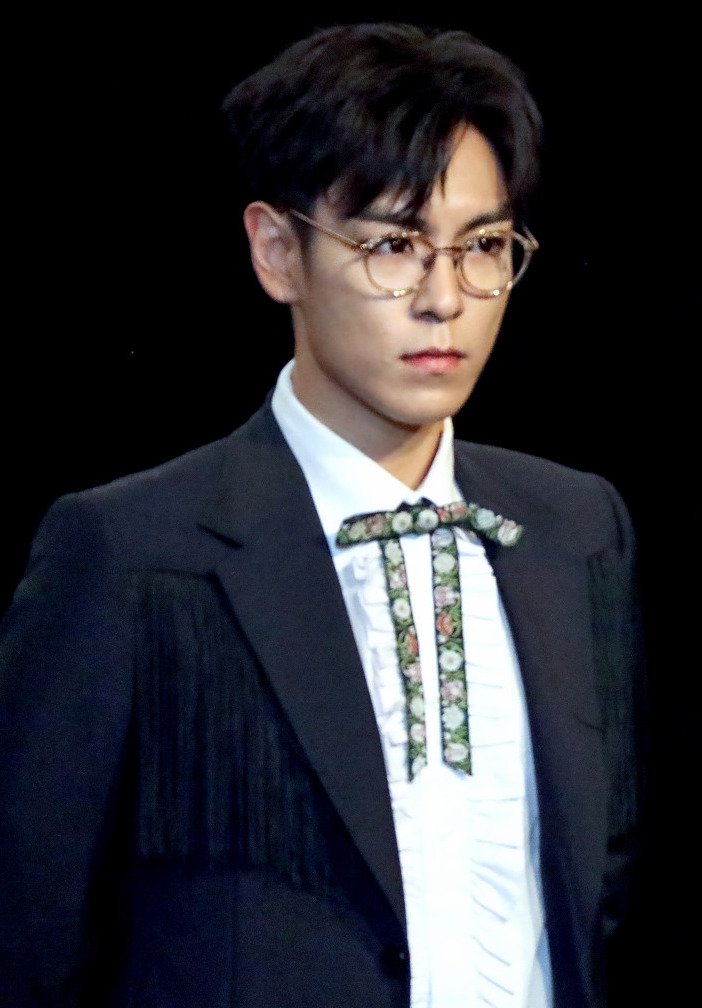
T.O.P alla première del film documentario Big Bang Made nel 2016

### 2019-presente: abbandono dalla YG Entertainment, addio ai Big Bang eSquid Game
T.O.P detiene diversi record nel mondo dell'arte, diventando il primo cantante K-pop a essere nominato nella lista dei 200 artisti del mondo dell'arte dalla rivista Growse. Il 7 febbraio 2022, la YG Entertainment ha annunciato che i Big Bang avrebbero fatto il loro ritorno con una nuova canzone il 5 aprile. Hanno anche annunciato che T.O.P aveva terminato il suo contratto esclusivo con l'etichetta. In quell'occasione la YG ha annunciato che avrebbe comunque continuato con le attività del gruppo. Tuttavia, il 31 maggio 2023, T.O.P ha confermato ufficialmente la propria uscita dal gruppo.
Il 4 dicembre 2024 è stato rivelato come membro del cast della seconda stagione di Squid Game attraverso l'account YouTube ufficiale di Netflix, sotto forma di video "Meet the Cast". T.O.P avrebbe interpretato il ruolo di un ex rapper, Thanos, caduto in disgrazia a causa di una truffa di criptovalute. Il personaggio è stato creato prima del casting: T.O.P ha ricevuto il ruolo dopo che il creatore della serie Hwang Dong-hyuk ha approvato l'approccio dell'attore. Hwang ha spiegato di aver voluto inserire nel cast qualcuno che ha smesso di lavorare a causa di controversie legate alla droga. Per prepararsi a una scena d'azione con l'attore Yim Si-wan, che interpretava Myung-gi, entrambi hanno frequentato una scuola d'azione per migliorare la loro chimica insieme. Durante l'allenamento per la scena di lotta tra i due, T.O.P ha riportato la frattura di alcune costole, ma nonostante ciò ha voluto che le riprese continuassero. Quando al regista è stato chiesto della morte di Thanos, lo ha identificato come uno dei suoi personaggi preferiti, ritenendo che una morte "intensa" alla fine della seconda stagione fosse il momento perfetto per ucciderlo, e che la terza stagione avrebbe avuto l'impressione che lui fosse ancora presente.
La presenza di T.O.P all'interno del cast ha suscitato polemiche in Corea del Sud: il volto dell'attore è stato offuscato durante la messa in onda del programma coreano Live This Morning, che in quel momento stava mostrando un segmento della serie con lui presente. Il casting ha portato alcuni spettatori a credere che Lee Jung-jae, che ha interpretato Seong Gi-hun ed era vicino a T.O.P, gli avesse procurato il ruolo, affermazione che lo stesso Lee ha negato. In seguito, T.O.P è stato assente per un certo periodo dagli eventi promozionali con il cast. Rispondendo alle speculazioni secondo cui sarebbe stato escluso dagli eventi promozionali a causa della controversia, Hwang ha detto che avevano intenzione di non farlo comparire fin dall'inizio, volendo che T.O.P. potesse parlare del suo coinvolgimento con i suoi tempi. Riteneva di aver avuto "molto fegato" per aver accettato di esibirsi, considerando i suoi trascorsi con la droga, ed era sorpreso di non essere stato ancora perdonato. Credeva anche che la reazione al suo casting non avrebbe avuto riscontri al di fuori della Corea, a causa delle diverse leggi e opinioni sull'uso della marijuana in alcuni paesi, oltre che il suo personaggio avrebbe potuto riscuotere successo tra i giovani spettatori coreani.
Dopo il rilascio, la sua recitazione è stata criticata in Corea del Sud, in particolare perché la sua performance vocale e facciale erano fuori luogo, mentre la qualità del suo rap ha ricevuto recensioni contrastanti. L'accoglienza riservata a Thanos e alla sua interpretazione è stata molto meno negativa da parte del pubblico internazionale e dei media stranieri rispetto al pubblico sudcoreano, mentre è stata ampiamente elogiata da chi si trovava al di fuori della Corea del Sud. T.O.P ha continuato a promuovere Squid Game nel 2025 durante gli eventi FYC per la candidatura ai Primetime Emmy Awards, in quanto ha ricevuto una nomination nella categoria di attore non protagonista in una serie drammatica.

## Stile musicale e influenze
T.O.P e i Big Bang sono stati elogiati per la loro individualità e la capacità di fondere un suono pop con elementi rap, R&B e dance. T.O.P possiede una gamma vocale bassa. L'editorialista Jeff Benjamin di Billboard K-Town ha notato come sia noto per il suo rappare con un timbro basso, mentre la collega Tamar Herman ha scritto che il rap di T.O.P è "parte integrante del sound del gruppo" e che tende a privilegiare un "tono sicuro, quasi beffardo". Anche Adrienne Stanley di Kpop Starz ha elogiato il rapper per la sua "velocità e precisione" nel pronunciare le battute. Entrambi i suoi primi singoli da solista - Turn It Up e Doom Dada - sono influenzati dall'hip hop, e quest'ultimo ha ricevuto il plauso della critica per i suoi “ritmi lirici [che] sono allo stesso tempo invitanti e alienanti” dalla rivista Dazed, che ha dichiarato che T.O.P stava guidando l'evoluzione del K-Pop. Inoltre, Billboard ha sottolineato come la melodia del brano "sia magnetizzante con i suoi synth vorticosi, i ritmi tribali e i canti, che impallidiscono in confronto all'aggressiva e multitonale pronuncia dei versi del rapper", affermando che T.O.P "ha rivelato la sua vera abilità artistica" con la canzone.
Mentre lavorava al progetto con G-Dragon per la loro subunità, i due hanno sperimentato diversi stili. Co-scrivendo la maggior parte dei testi, i due hanno sottolineato che "come rapper [...] vorremmo raccontare più storie per farle ascoltare ai nostri fan". Nel tentativo di creare un proprio stile lontano dalla loro band, il duo ha optato per un suono più hip hop per contrastare il genere corrente dei Big Bang all'epoca, la musica elettronica, anche se è stata riconosciuta l'influenza di questo genere insieme all'R&B e all'acustico. Il duo ha anche ammesso di essere diventato molto più vario nei tentativi di creare il proprio stile, preferendo mescolare diversi generi insieme per far emergere di più il loro carattere che non riescono a mostrare quando sono con i Big Bang.
T.O.P modifica spesso i suoi testi "più di cento volte" e trae ispirazione da "cose che non parlano" e "da oggetti belli e graziosi piuttosto che da persone". Sebbene l'hip hop sia il suo principale consumo musicale, ascolta anche musica classica e apprezza particolarmente il gruppo rock inglese Pink Floyd. Sebbene a livello internazionale i Big Bang vengano definiti un gruppo K-pop, T.O.P ha espresso il suo disappunto nei confronti di questa etichetta, osservando che "non si divide la musica pop in base a chi la fa. Non diciamo, per esempio, ‘pop bianco’ quando i bianchi fanno musica".

## Filantropia
Nell'agosto 2014, T.O.P ha aderito all'Ice Bucket Challenge, una campagna internazionale per lo sviluppo di cure mediche per il morbo di Lou Gehrig, noto anche come sclerosi laterale amiotrofica. Ha fatto una donazione alla Seungil Hope Foundation, un'organizzazione no-profit che fornisce assistenza ai pazienti affetti dalla malattia. Nell'ottobre 2016, in collaborazione con la casa d'aste britannica Sotheby's, ha curato una collezione di arte contemporanea nell'ambito di un'asta speciale di beneficenza a Hong Kong. Il progetto, denominato #TTTOP, comprendeva 28 opere di artisti asiatici e occidentali. L'asta ha registrato una vendita di oltre 135 milioni di dollari hongkonghesi, e una parte del ricavato è stata donata all'Asian Cultural Council (ACC) per sostenere gli artisti asiatici emergenti.
Il 4 novembre 2018, per celebrare il suo compleanno, i fan di T.O.P provenienti da quattro paesi asiatici hanno donato a suo nome 11 milioni di won (9.900 dollari statunitensi) alla Yongsan Welfare Foundation per aiutare i meno fortunati.
Il 3 marzo 2020, T.O.P., sotto il suo nome legale, ha donato 100 milioni di won all'Hope Bridge National Disaster Association di Daegu, nella provincia del Gyeongsang Settentrionale. I fondi sono stati utilizzati per fornire al personale medico dell'area un equipaggiamento di protezione personale per contribuire alla lotta contro la pandemia di COVID-19.

## Discografia

### Da solista

#### Album in studio
- 2011 – GD & TOP (con G-Dragon come GD & TOP)

#### Singoli
- 2009 – Friend (feat. Taeyang)
- 2010 – Turn It Up
- 2010 – High High (con G-Dragon)
- 2010 – Oh Yeah (con G-Dragon e Bom)
- 2010 – Knock Out (con G-Dragon)
- 2010 – Because
- 2013 – Doom Dada
- 2015 – Zutter (con G-Dragon)
- 2015 – Hi Haruka

#### Collaborazioni
- 2008 – I'm Sorry (Gummy feat. T.O.P)
- 2008 - All I See Is you (Zia feat. T.O.P)
- 2008 – D.I.S.C.O (Uhm Jung-hwa feat. T.O.P)
- 2010 – Digital Bounce (SE7EN feat. T.O.P)
- 2010 – Buckwild (NBK Gray feat. T.O.P)
- 2012 – Dancing on My Own (Pixie Lott feat. T.O.P e G-Dragon)
- 2013 – Bubble Butt (Major Lazer feat. Bruno Mars, G-Dragon, T.O.P, Tyga e Mystic)

#### Colonne sonore
- 2009 – Friends (Friend, Our Legend OST, con Taeyang)
- 2010 – Because (19 Nineteen OST)
- 2015 - Hi Haruka (Secret Message OST)

### Con i Big Bang
- 2006 – Bigbang Vol. 1
- 2008 – Number 1
- 2008 – Remember
- 2009 – Big Bang
- 2011 – Big Bang 2
- 2012 – Alive
- 2016 – Made Series
- 2016 – Made

## Filmografia

### Cinema
- Story of Men (2008)
- Nineteen, regia di Jang Yong-woo (2009)
- 71: Into the Fire, regia di John H. Lee (2010)
- Iris: The Movie, regia di Kim Jong-hyun e Shin Ye-rim (2011)
- Commitment, regia di Park Hong-soo[100] (2013)
- Tazza: The Hidden Card, regia di Kang Hyeong-cheol (2014)
- Big Bang Made (2016)
- Out of Control, regia di Axel Sand e Richard Lin (2017)

### Televisione
- I am Sam – serie TV (2007)
- Iris – serie TV (2009)
- Haru – serie TV (2010)
- Secret Message – serie TV (2015)
- Squid Game – serie TV (2024-2025)

## Doppiatori italiani
Nelle versioni in italiano delle opere in cui ha recitato, T.O.P. è stato doppiato da:
- Alessandro Rigotti in Squid Game

## Riconoscimenti
| Anno | Evento                         | Premio                         | Ricevente              | Risultato       |
| ---- | ------------------------------ | ------------------------------ | ---------------------- | --------------- |
| 2009 | 23rd KBS Drama Awards          | Best New Actor                 | Iris                   | Candidato/a     |
| 2010 | 47th Grand Bell Awards         | Hallyu Popularity              | 71: Into the Fire      | Vincitore/trice |
| 2010 | 47th Grand Bell Awards         | Best New Actor                 | 71: Into the Fire      | Candidato/a     |
| 2010 | 8th Korean Film Awards         | Best New Actor                 | 71: Into the Fire      | Candidato/a     |
| 2010 | Style Icon Awards              | New Icon (Movie)               | 71: Into the Fire      | Vincitore/trice |
| 2010 | 31st Blue Dragon Film Awards   | Best New Actor                 | 71: Into the Fire      | Vincitore/trice |
| 2010 | 31st Blue Dragon Film Awards   | Popularity Award               | 71: Into the Fire      | Vincitore/trice |
| 2010 | Max Movie Award                | Best New Actor                 | 71: Into the Fire      | Vincitore/trice |
| 2010 | 5th Asian Film Awards          | Best New Actor                 | 71: Into the Fire      | Candidato/a     |
| 2011 | 47th Baeksang Arts Awards      | Best New Actor                 | 71: Into the Fire      | Vincitore/trice |
| 2011 | 47th Baeksang Arts Awards      | Popularity Award               | 71: Into the Fire      | Vincitore/trice |
| 2013 | 17th BIFF Asia Star Awards     | Rookie Award                   | Commitment             | Vincitore/trice |
| 2014 | 50th Baeksang Arts Awards      | Popularity Award               | Commitment             | Candidato/a     |
| 2014 | Singapore Entertainment Awards | Most Popular K-pop Music Video | "Doom Dada"            | Candidato/a     |
| 2015 | Prudential Eye Awards          | Visual Culture Award           | T.O.P                  | Vincitore/trice |
| 2015 | 52nd Grand Bell Awards         | Popularity Award               | Tazza: The Hidden Card | Candidato/a     |